# 23003 Ziminski
23003 Ziminski este un asteroid din centura principală de asteroizi.

## Descriere
23003 Ziminski este un asteroid din centura principală de asteroizi. A fost descoperit pe 9 noiembrie 1999 la Socorro, New Mexico, în cadrul proiectului LINEAR. Asteroidul prezintă o orbită caracterizată de o semiaxă mare de 2,36 ua, o excentricitate de 0,17 și o înclinație de 1,8° în raport cu ecliptica.